# Lijst van Acontinae
Onderstaand een lijst van alle soorten skinken uit de onderfamilie Acontinae. Er zijn 28 soorten in twee geslachten. 
- Soort Acontias albigularis
- Soort Acontias aurantiacus
- Soort Acontias bicolor
- Soort Acontias breviceps
- Soort Acontias cregoi
- Soort Acontias gariepensis
- Soort Acontias gracilicauda
- Soort Acontias jappi
- Soort Acontias kgalagadi
- Soort Acontias lineatus
- Soort Acontias litoralis
- Soort Acontias meleagris
- Soort Acontias namaquensis
- Soort Acontias occidentalis
- Soort Acontias orientalis
- Soort Acontias percivali
- Soort Acontias plumbeus
- Soort Acontias poecilus
- Soort Acontias richardi
- Soort Acontias rieppeli
- Soort Acontias schmitzi
- Soort Acontias tristis
- Soort Acontias wakkerstroomensis
- Soort Typhlosaurus braini
- Soort Typhlosaurus caecus
- Soort Typhlosaurus lomiae
- Soort Typhlosaurus meyeri
- Soort Typhlosaurus vermis